# Lindsey Collen
Lindsey Collen (sinh 1948 tại Mqanduli, Umtata, Transkei, Nam Phi) là một tiểu thuyết gia, và nhà hoạt động người Mauritius. Cô đã giành giải thưởng Nhà văn Khối thịnh vượng chung năm 1994 và 2005, Cuốn sách hay nhất, Châu Phi.
Tác phẩm của cô đã xuất hiện trên tờ New Internationalist. Cô là thành viên của Lalit de klas.
Cô kết hôn với Ram Seegobin. Cô ấy sống ở Mauritius.

## Công trình
- Có một thủy triều, Ledikasyon pu Travayer, Port Louis, Mauritius, 1990
- The rape of Sita. Feminist Press. 1993. ISBN 978-1-55861-393-5.  The rape of Sita. Feminist Press. 1993. ISBN 978-1-55861-393-5.  The rape of Sita. Feminist Press. 1993. ISBN 978-1-55861-393-5.
- Loại bỏ nó, Granta Books, London, 1997, ISBN 978-1-86207-079-0.
- Mutiny, Bloomsbury, Luân Đôn, 2001, ISBN 978-0-7475-5265-9.
- Cậu bé, Bloomsbury, London, 2004, ISBN 978-0-7475-6387-7.
- Người đàn ông sốt rét và hàng xóm của cô, Ledikasyon pu Travayer, Port Louis, Mauritius 2010, ISBN 978-99903-33-67-1.

### Sách giáo khoa
- Komye fwa mo finn bẫy enn pikan ursen, Ledikasyon pu travayer, 1997, ISBN 978-99903-33-18-3.
- Natir imin: Phiên bản tiếng Anh và tiếng Anh của người Scotland, Ledikasyon pu travayer, 2000, ISBN 978-99903-33-31-2.

### Hợp tuyển
- Yvonne Vera biên tập (1999). “Enigma”. Opening spaces: an anthology of contemporary African women's writing. Heinemann. ISBN 978-0-435-91010-5.  Yvonne Vera biên tập (1999). “Enigma”. Opening spaces: an anthology of contemporary African women's writing. Heinemann. ISBN 978-0-435-91010-5.  Yvonne Vera biên tập (1999). “Enigma”. Opening spaces: an anthology of contemporary African women's writing. Heinemann. ISBN 978-0-435-91010-5.
- Chris Brazier biên tập (2008). “Letters from Bambous”. Letters from the Edge: 12 Women of the World Write Home. New Internationalist. ISBN 978-1-904456-97-1.  Chris Brazier biên tập (2008). “Letters from Bambous”. Letters from the Edge: 12 Women of the World Write Home. New Internationalist. ISBN 978-1-904456-97-1.  Chris Brazier biên tập (2008). “Letters from Bambous”. Letters from the Edge: 12 Women of the World Write Home. New Internationalist. ISBN 978-1-904456-97-1.